# Connarus kingii
Connarus kingii är en tvåhjärtbladig växtart som beskrevs av Schellenb.. Connarus kingii ingår i släktet Connarus och familjen Connaraceae. Inga underarter finns listade i Catalogue of Life.